# 醍醐桜

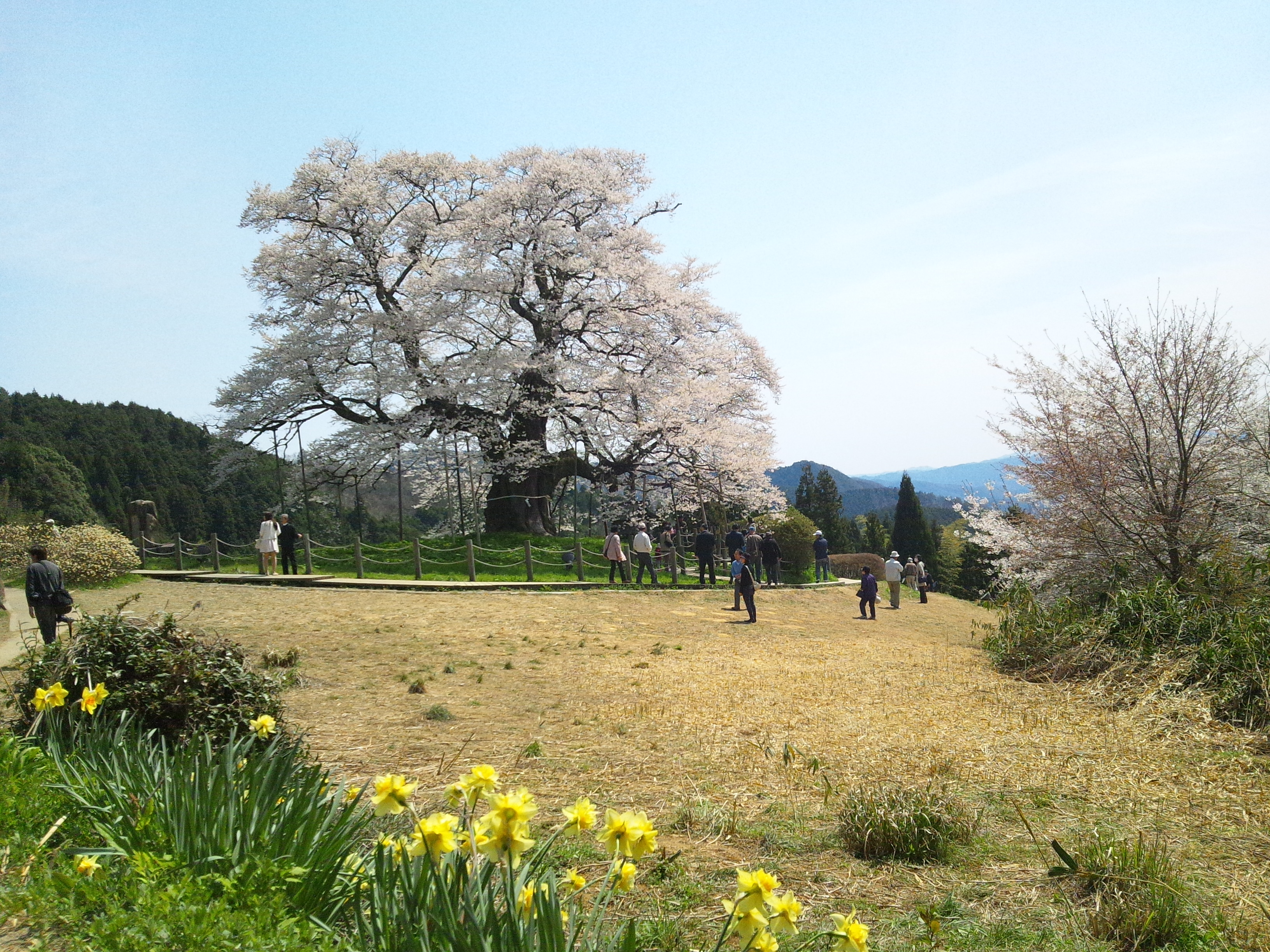
西側から見た醍醐桜

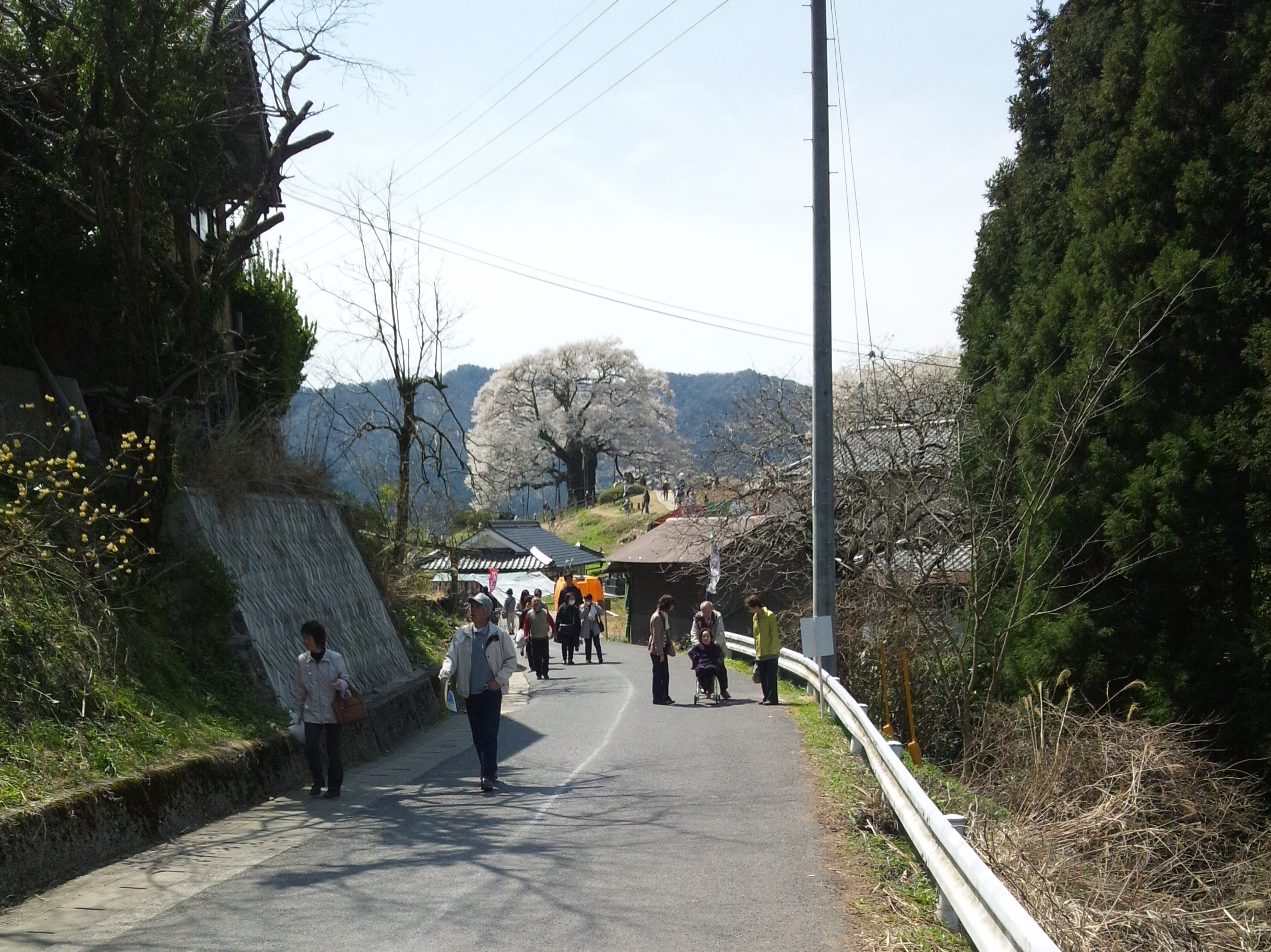
駐車場からの道

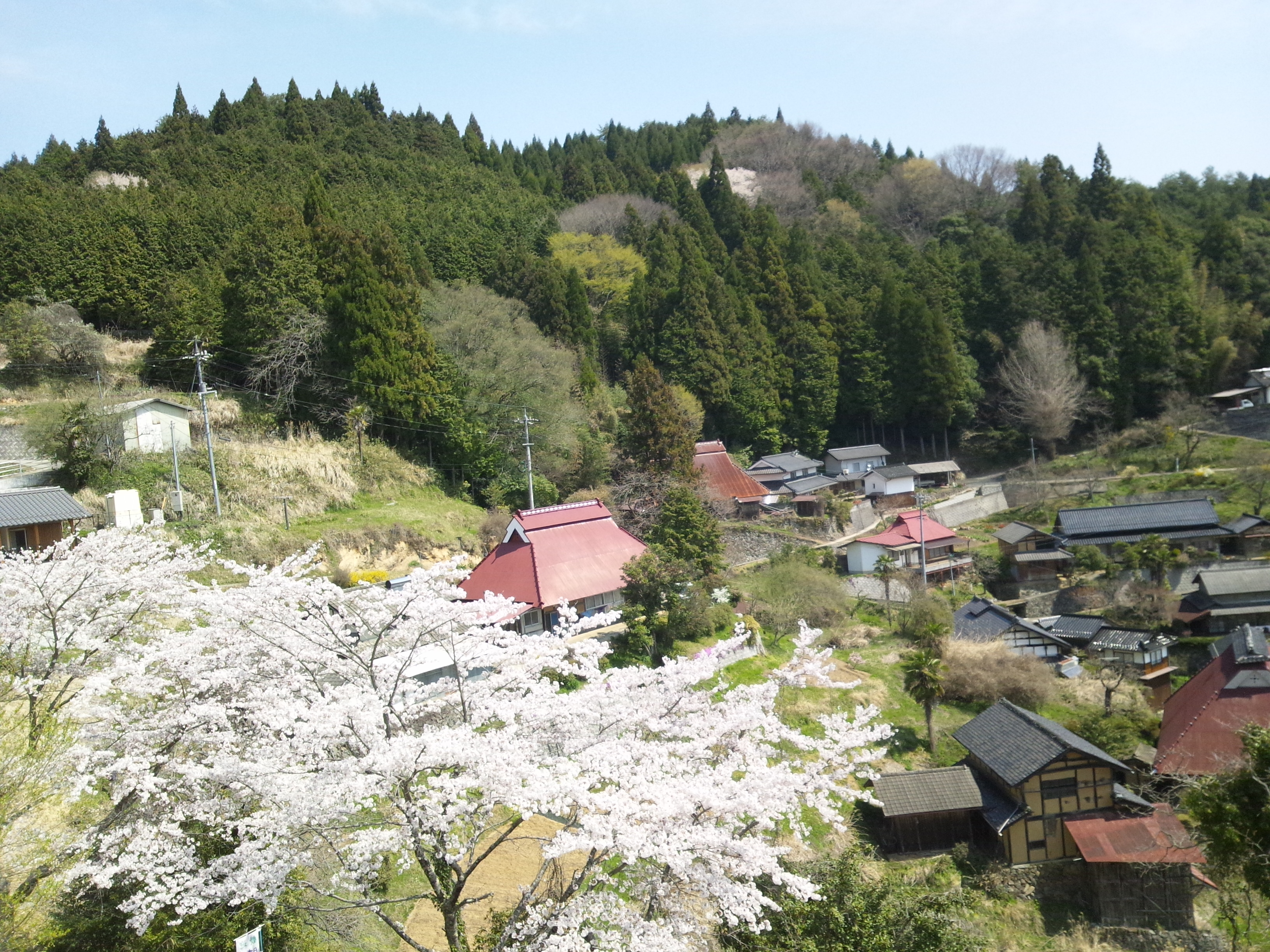
吉念寺の集落

醍醐桜（だいござくら）は、岡山県真庭市別所大字吉念寺にあるエドヒガンザクラ（アズマヒガンザクラ）の巨木である。新日本名木百選の一つ。

## 特徴
岡山県の天然記念物（1972年12月指定）であり、樹齢は700年とも1000年とも伝えられる。小高い丘の上で天に向かって聳える姿は孤高で雄々しく、開花時期になると全国から花見客が訪れる。名前の由来は隠岐の島に配流される途上の後醍醐天皇がこの桜を愛でたという伝説によるものであるが、地元の住民は「大桜（おおざくら）」と呼んでいる。樹高18メートル、幹周り7メートル、根本周囲9,2メートル、枝張りは南北20メートル。近くに二代目の醍醐桜が植えられ成長している。開花時期は21:00までライトアップされ、周辺には露店も並び、地元の特産品などが販売される。

## 沿革
1980年代後半から全国的にその名が知られるようになり、増え続ける観光客によって一時樹勢が弱まったが、樹木医の治療により回復した。
2004年には来日した米国人ピアニストのルース・スレンチェンスカ（当時79歳）が満開の花の下で演奏を奉納した。
2008年（平成20年）から2009年（平成21年）にかけて、本桜を含む14種の桜の種を国際宇宙ステーションの日本実験棟「きぼう」に8か月半滞在させた後に地球へ戻し、発芽が試みられた結果、発芽した数本は「宇宙桜」と呼ばれるようになった。
しめ縄は作り手の減少により市販のロープが長年使用されていたが、観光客からの「名木にふさわしくない」という言葉に、醍醐桜保存会が復活を決意。地元有志と学生らの協力を得て2017年12月、醍醐桜を望む休憩所で太さ約10センチ、長さ11メートルのしめ縄が制作され、約20年ぶりに本来の姿が復活した。2011年よりNHKで放送されている新日本風土記のオープニングの映像に登場する桜の巨木はこの桜である。

## 交通アクセス
所在地
- 岡山県真庭市別所大字吉念寺

交通機関
- 車 中国自動車道北房インターチェンジより国道313号・県道84号を通り12km（案内板有り、開花時期の周辺の山道は一方通行）。

## 駐車場
第1駐車場35台、第2駐車場70台、第3駐車場30台（開花期有料）

## 周辺
- 岩井畝の大桜
- 塩滝
- カタクリ群生地
- 道の駅醍醐の里（岡山県真庭市鹿田）

## ギャラリー

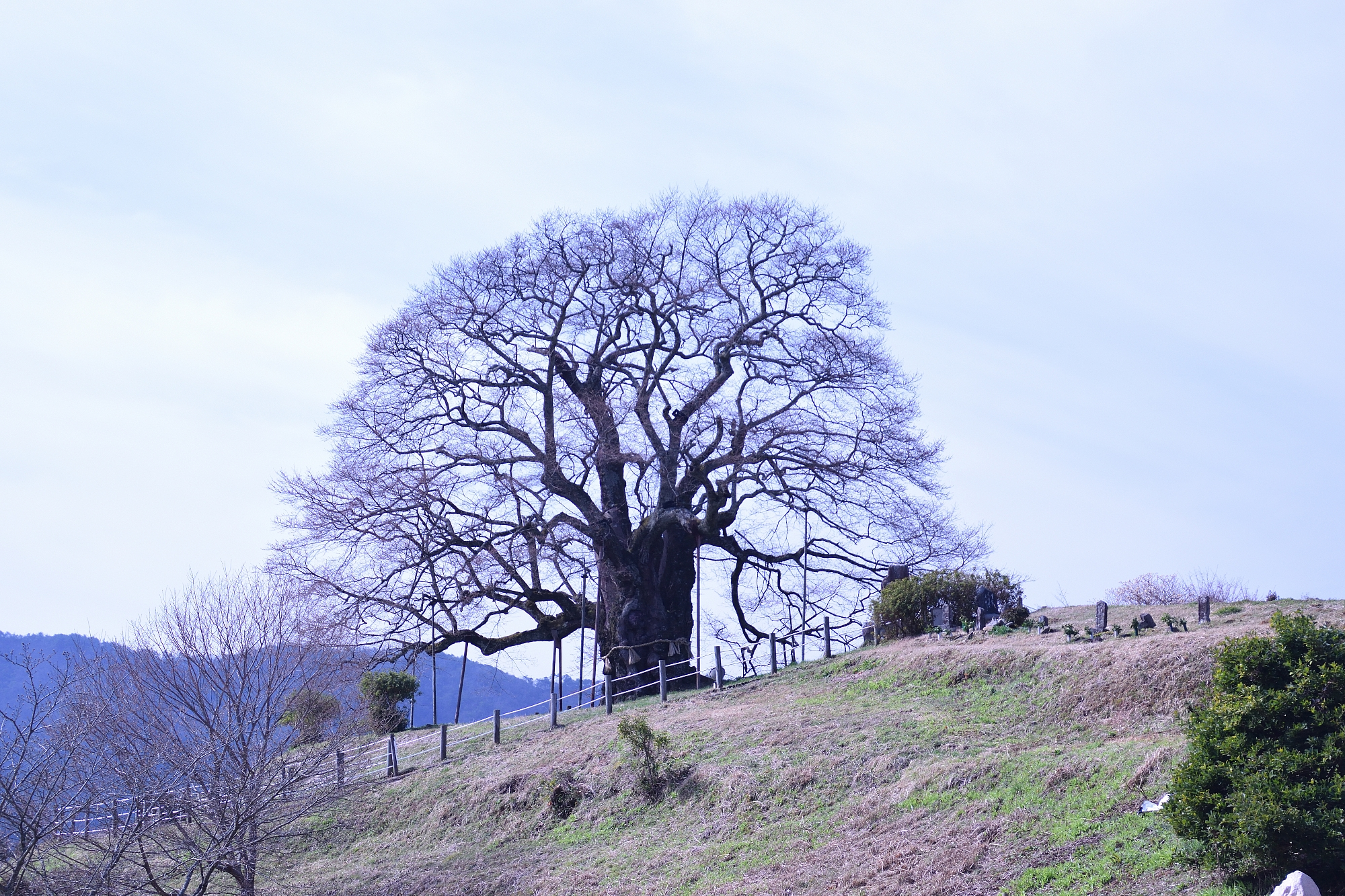
2018/3つぼみの時期に撮影
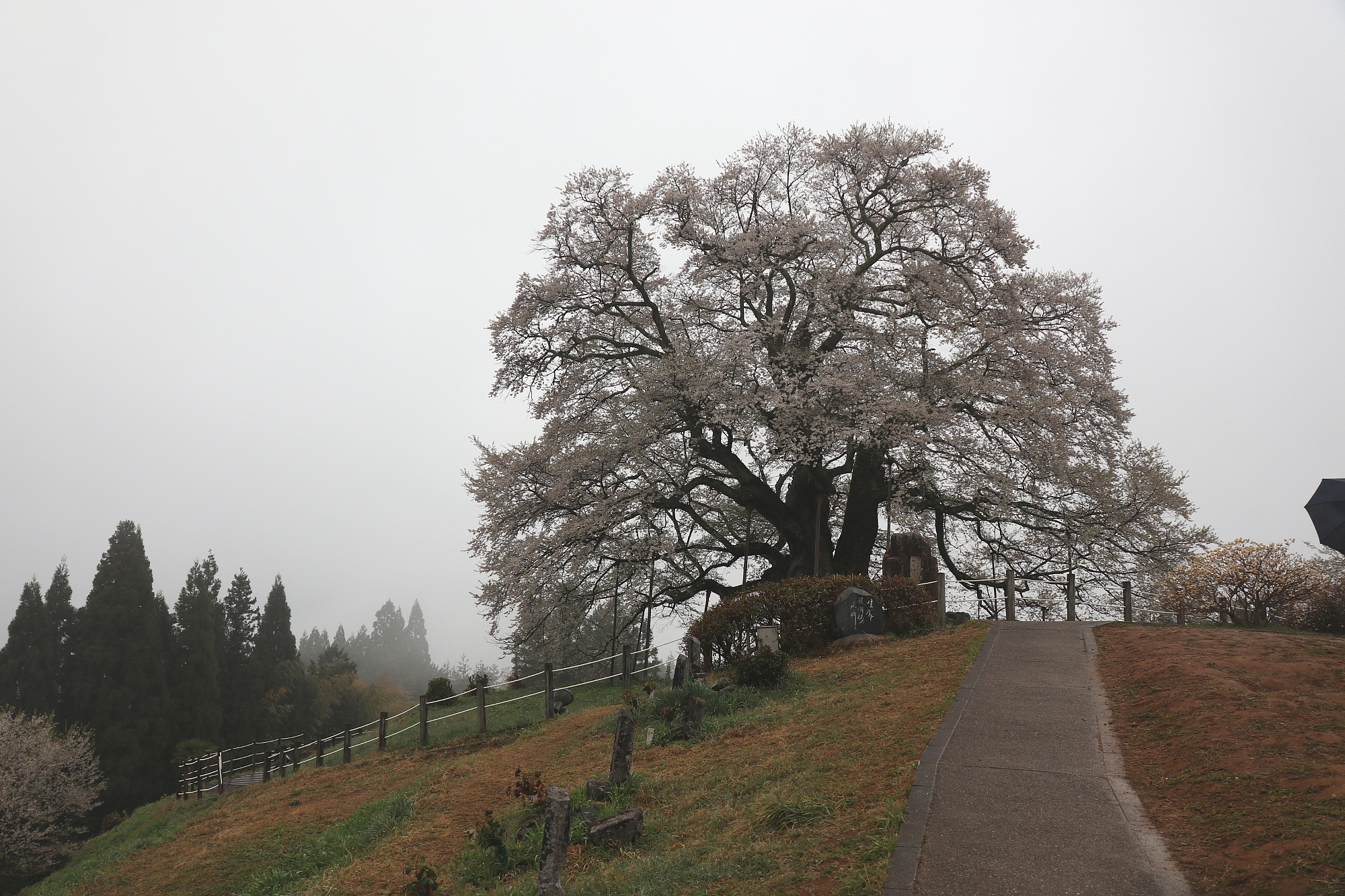
2018/4/8散り始め時期に撮影
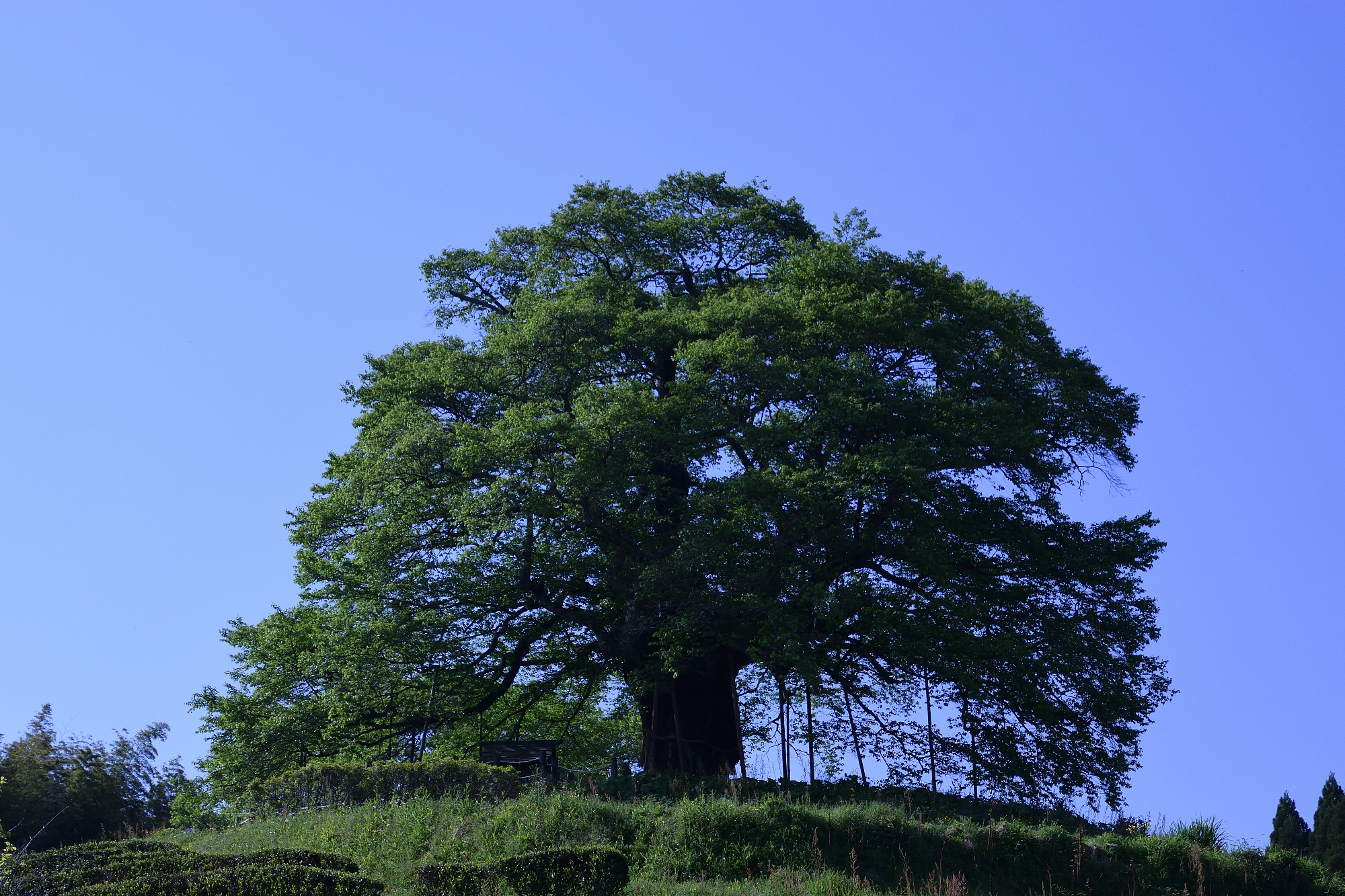
2018/4/28葉桜の時期に撮影
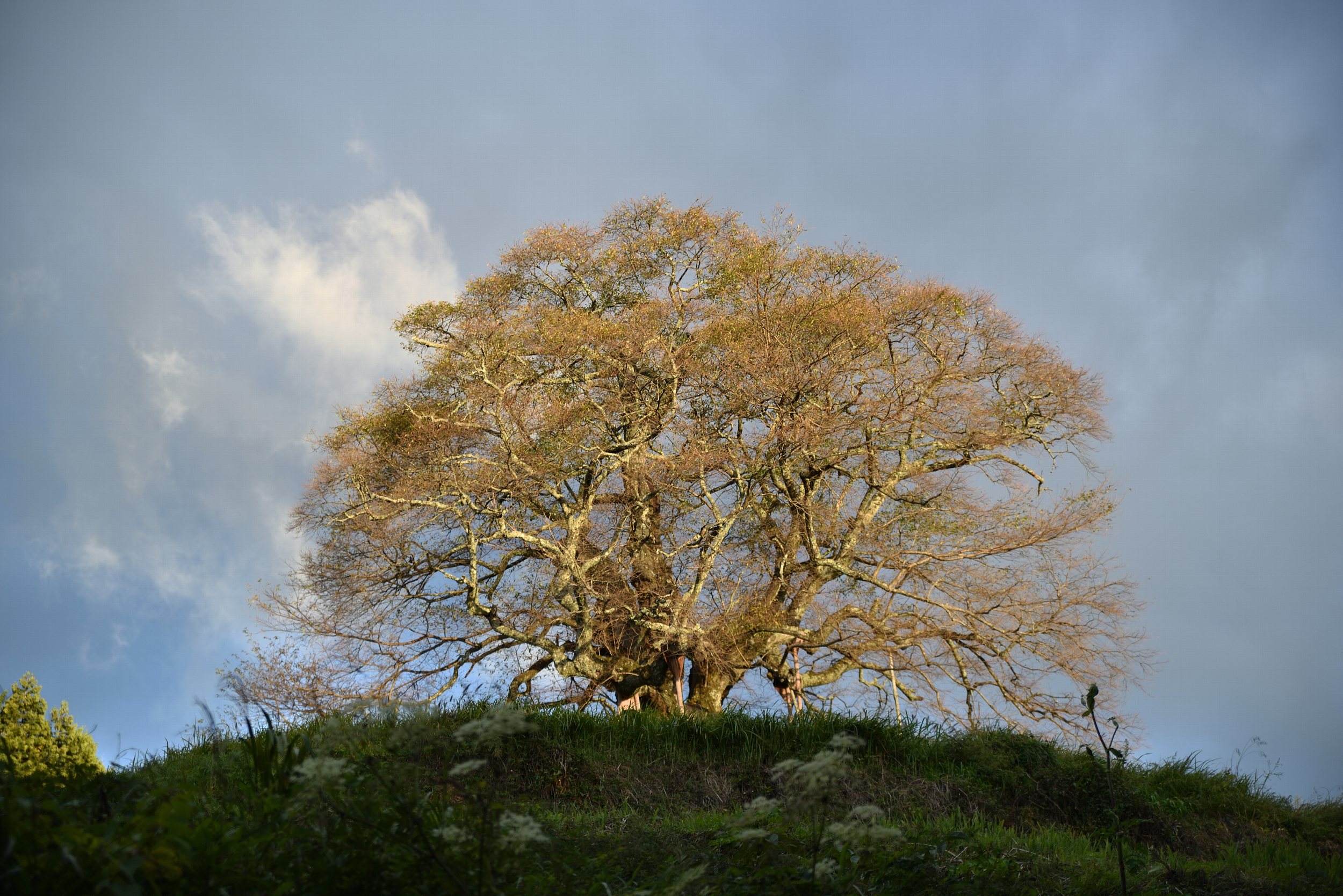
2018/10/20紅葉の時期に撮影
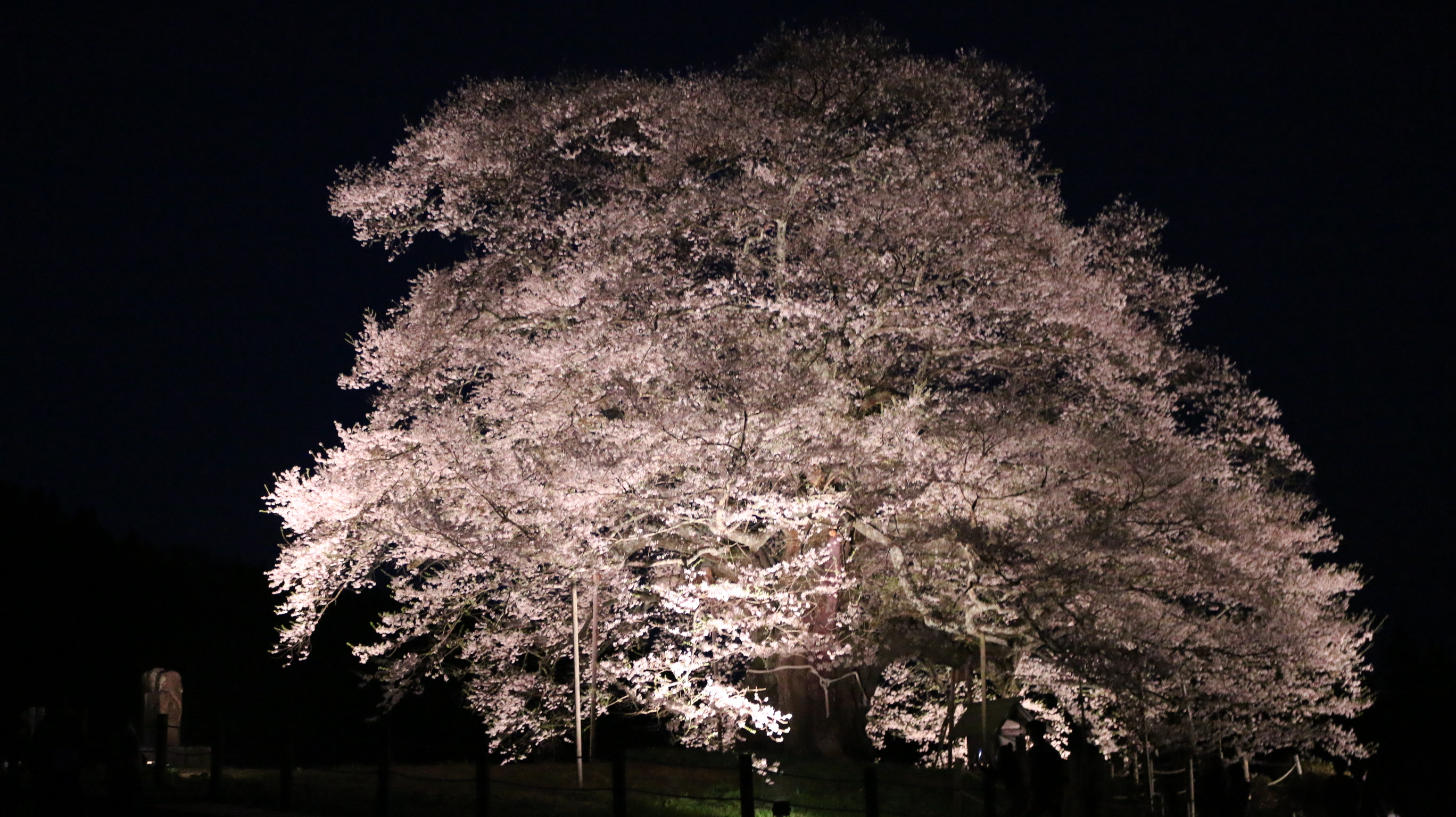
2021/03/31満開時のライトアップ